# David Duran i Gisbert
David Duran Gisbert, als seus llibres com David Duran (Barcelona, 1963), professor i escriptor. Ha treballat molts anys com a professor d'ensenyament secundari. Llicenciat en Psicologia, es va doctorar en Psicologia de l'Educació i, actualment, treballa de professor a la Facultat de Ciències de l'Educació de la Universitat Autònoma de Barcelona.
En l'àmbit professional, ha publicat nombrosos articles i llibres sobre aprenentatge cooperatiu. Entre d'altres el llibre Tutoria entre Iguales. En el camp de la literatura ha publicat diverses novel·les juvenils, com ara QRZ Rat Penat, Coses que passen, Cicle Bis o Generació Z, finalista del Premi Bancaixa de Literatura Juvenil. També és autor de les novel·les Cataconya. La Via Ridiculista d'Accés a la Independència i L'Última Vida: Una Historia De Bojos.